# Андреас Берлін
Андреас Берлін (швед. Andreas Berlin, 20 травня 1746 — 2 червня 1773) — шведський ботанік та лікар, один з «апостолів Ліннея».

## Біографія
Народився у провінції Онгерманланд 20 травня 1746 року.
Навчався в Уппсальському університеті. Його вчителем був видатний шведський вчений Карл Лінней. 17 грудня 1766 року він захистив дисертацію на тему «Usus muscorum». У 1772 році Андреас Берлін вирушив до Лондона для продовження навчання у Даніеля Соландера. У 1773 році він брав участь в експедиції по Західній Африці.
Помер у Гвінеї 2 червня 1773 року.

## Почесті
Даніель Карлсон Соландер назвав на його честь рід рослин Berlinia Sol. ex Hook.f. родини Бобові (лат. Fabaceae).